# روبرت ويسدن
روبرت ويسدن (بالإنجليزية: Robert Wisden)‏ هو ممثل بريطاني، ولد في 2 يونيو 1958 ببرايتون في المملكة المتحدة.

## أعمال

### أفلام
- (1994) أساطير الخريف[2][3]
- (2000) الوجهة النهائية 1[4]
- (2009) المراقبون[5]

## وصلات خارجية
- روبرت ويسدن على موقع IMDb (الإنجليزية)
- روبرت ويسدن على موقع قاعدة بيانات الفيلم (الإنجليزية)